# Antônio João de Amorim
Antônio João de Amorim, primeiro e único Barão de Casa Forte (Recife, 8 de maio de 1851 — Rio de Janeiro, 2 de março de 1922) foi um diplomata brasileiro.
Filho de João José de Amorim, casou-se com Filomena Adelaide Leal Loio. Foi vice-cônsul encarregado do consulado do Chile no Recife. Agraciado barão em 25 de março de 1888, seu título é tomado à região, hoje bairro da Casa Forte, no Recife.